# オマーンの世界遺産
オマーンの世界遺産（オマーンのせかいいさん）はユネスコの世界遺産に登録されているオマーンの文化遺産の一覧である。オマーンには自然遺産も1件あったが、2007年に登録を抹消された。
オマーンの世界遺産条約の批准は1981年10月6日のことである。暫定リストには1988年に加えられた4件が登録されているが、そのうち2件（ホール・ルーリ、アル＝バリード）は2000年に登録された乳香の土地の一部と重複している。

## 文化遺産
- バハラ城塞 -（1987年）
- バット、アル＝フトゥム、アル＝アインの考古遺跡群 -（1988年）
- 乳香の土地 -（2000年）
- オマーンの灌漑システム、アフラジ -（2006年）

## 自然遺産
- アラビアオリックスの保護区 -（1994年登録、2007年抹消）

## 複合遺産
なし